# Tidigare Qin
Tidigare Qin (前秦; Qián Qín) var en stat under tiden för De sexton kungadömena i Kina. Staten existerade år 351 till 395. När riket var som störst år 382 kontrollerad det hela norra Kina och dess huvudstad var Chang'an (dagens Xi'an)
Staten grundades av Fu Jian (苻健) som tillhörde folkgruppen Di. År 351 utropade sig  Fu Jian som kejsare av Qin efter att tagit kontroll över området kring Chang'an. Tidigare Qin erövrade år 370 riket Tidigare Yan, och 371 erövrades Qiuchi. År 374 erövrades vad som är dagens Sichuan från Jindynastin, och 376 erövrades även Tidigare Liang och Dai och 382 kontrollerades även de västra regionerna. Efter att tagit kontroll över hela norra Kina vände nu Tidigare Qin sitt intresse mot söder, som kontrollerades av Jindynastin. Efter ett stort fälttåg 384 led Tidigare Qins militär stora förluster efter att ha anfallit Jindynastin. 386 gjordes ytterligare stora militära förluster mot riket Västra Yan. Tidigare Qin föll slutligen år 394 efter att blivit erövrad av Senare Qin.